# عایق‌های چند لایه

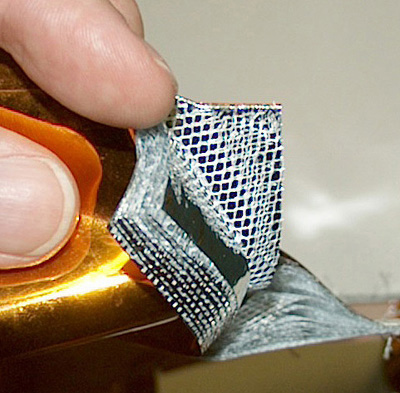
نمای نزدیک از عایق چند لایه از یک ماهواره. لایه‌های پلاستیکی با روکش فلزی و جداکننده اسکریم قابل مشاهده است.

عایق چند لایه (MLI) عایق حرارتی است که از چندین لایه ورقه‌های نازک تشکیل شده‌است و اغلب در فضاپیماها و تجهیزات برودتی استفاده می‌شود. MLI یکی از موارد اصلی طراحی حرارتی فضاپیماها است که در درجه اول برای کاهش تلفات حرارتی در برابر تشعشعات در نظر گرفته شده‌است. عایق‌های چند لایه در برابر سایر تلفات حرارتی مانند رسانش گرمایی یا همرفت عایق نمی‌باشند؛ بنابراین معمولاً این نوع عایق‌ها در ماهواره‌ها و سایر برنامه‌های کاربردی که در خلاء مورد اسفاده قرار می‌گیرند، به کار می‌روند؛ زیرا در خلاء انتقال گرما تماماً به صورت تابش خواهد بود. MLI به بسیاری از ماهواره‌ها و سایر کاوشگرهای فضایی ظاهری پوشیده از ورق طلا می‌دهد، این پوشش متشکل از لایه کاپتون به منظور عایق الکتریکی و مایلار آلومینیومی برای بازتاب حداکثری تشعشعات است.
برای کاربردهای غیر فضایی، MLI به عنوان بخشی از یک سیستم عایق خلاء کار می‌کند. به عنوان مثال برای استفاده در تجهیزات برودتی، MLI را می‌توان در داخل لوله‌های این تجهیزات نصب کرد. MLI همچنین ممکن است همراه عایق‌های خلاء پیشرفته برای استفاده در تجهیزاتی که با دمای بالا مواجه هستند، ترکیب شود.

## عملکرد و طراحی

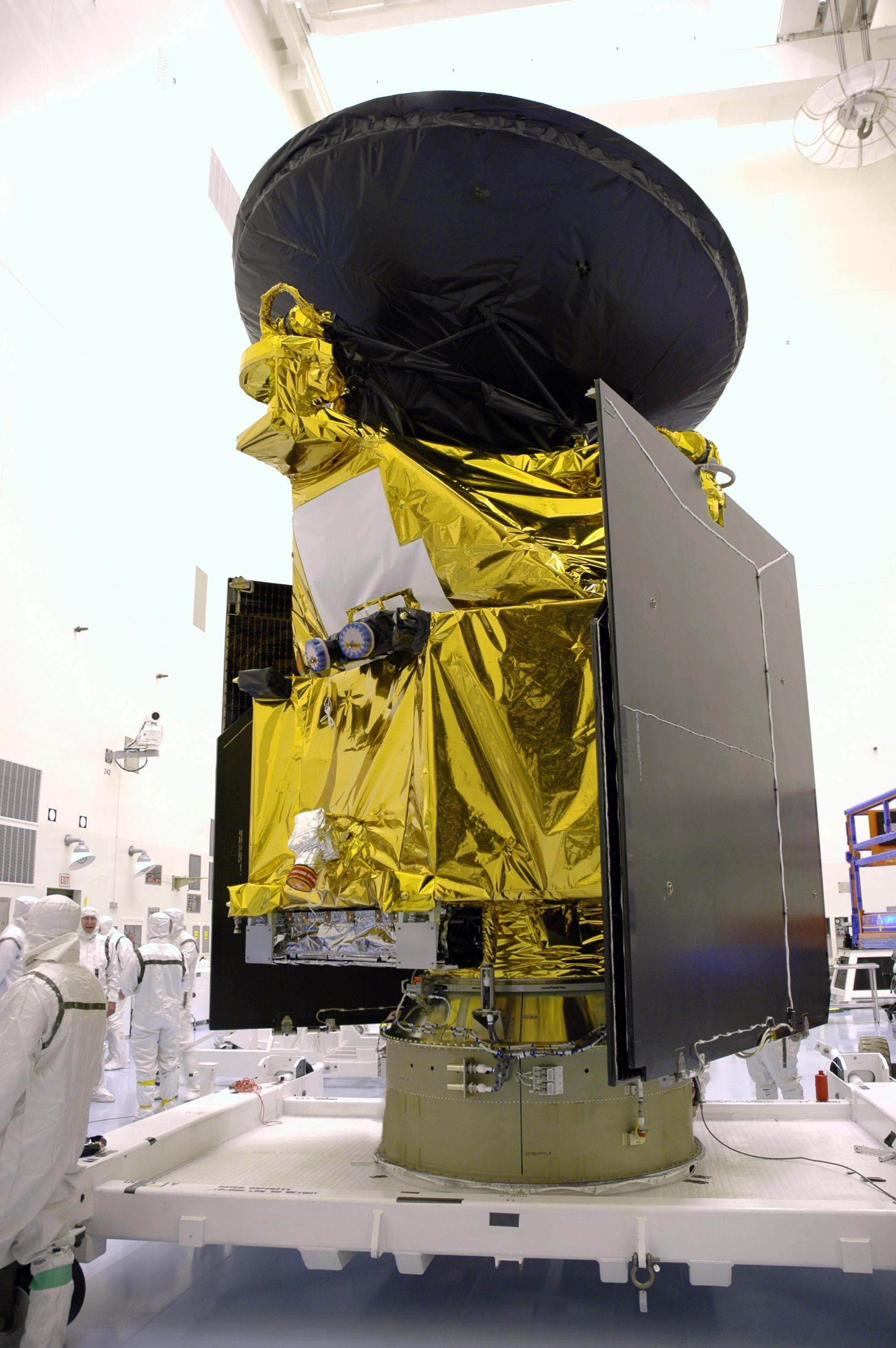
پوشش‌های طلایی، عایق چند لایه در مدارگرد شناسایی مریخ هستند.

قوانین حاکم در MLI بر اساس تعادل تشعشعات است. برای اینکه بفهمید چگونه کار می‌کند، با یک مثال عینی شروع کنید - یک متر مربع از یک سطح جسم سیاه که قابلیت جذب همه طول موج‌های الکترومغناطیس را دارد؛ در فضای خلأ خارج جو تصور کنید که در دمای ثابت ۳۰۰ کلوین نگهداری می‌شود و به دور از منابع گرمایی مانند خورشید به آن گرما تابش می‌کنیم. طبق قانون استفان – بولتزمن، این سطح با قابلیت انتشار یا ثابت گسیلندگی ۱ در حدود ۴۶۰ وات تابش خواهد داشت. حالا تصور کنید که یک لایه نازک (اما مات) با قابلیت انتشار ۱ (این قابلیت جذب همه طول موج‌های الکترومغناطیس را دارد) به فاصله ۱ سانتی‌متر از صفحه اصلی قرار می‌دهید. این لایه جدید که در آن همه چیز در تعادل است تا تابش ۲۳۰ وات از هر طرف خنک می‌شود. لایه جدید ۴۶۰ وات از صفحه اصلی دریافت می‌کند. از این ۴۶۰ وات، ۲۳۰ وات به صفحه اصلی و ۲۳۰ وات به فضا تابش می‌شود. سطح اصلی هنوز ۴۶۰ وات تابش می‌کند، اما ۲۳۰ وات از لایه‌های جدید می‌گیرد و برآیند تابش دریافتی آن ۲۳۰ وات خواهد بود؛ بنابراین به‌طور کلی، تلفات تابش از سطح با افزودن لایه اضافی به نصف کاهش می‌یابد.

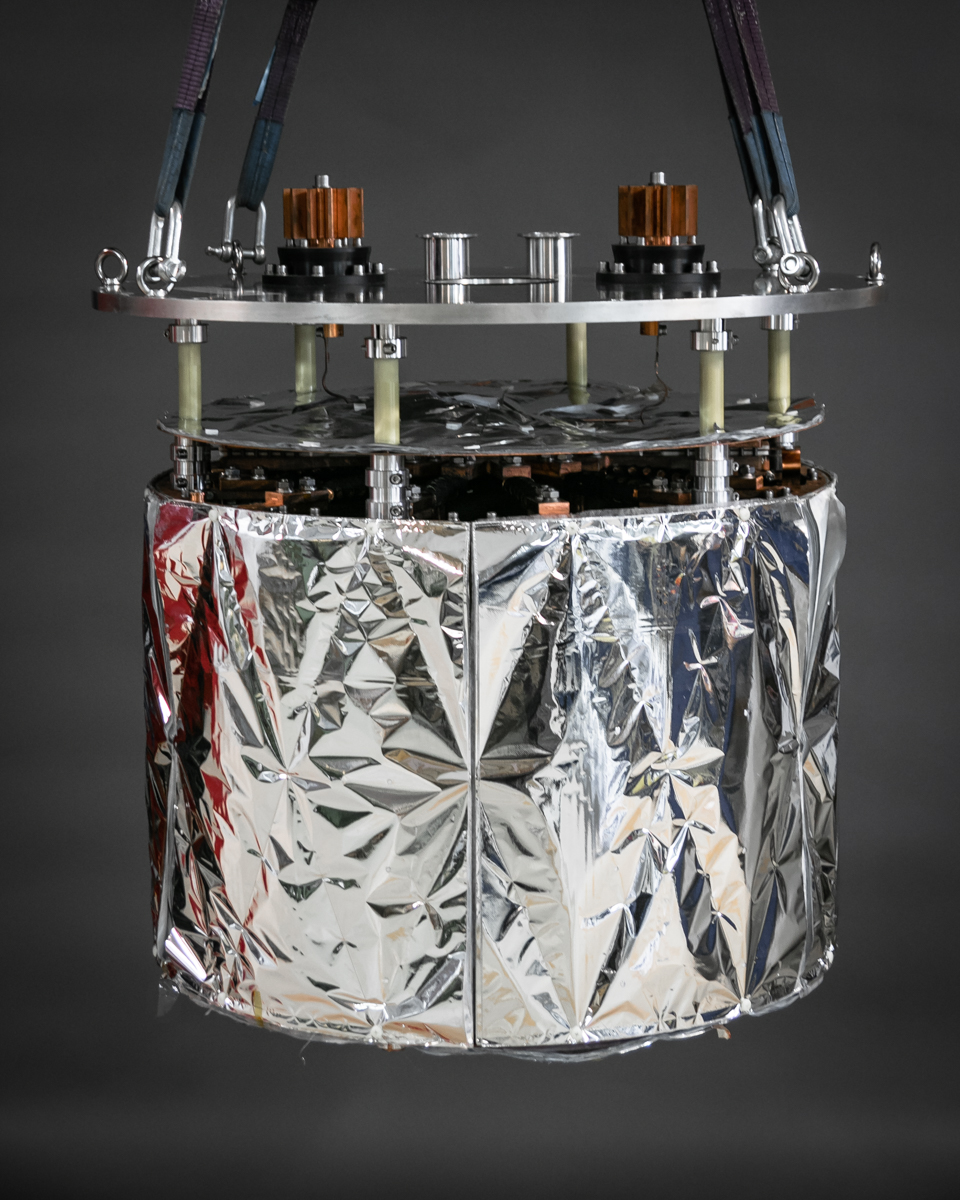
محدود کننده جریان خطای ابررسانا که توسط عایق چند لایه پوشانده شده‌است.

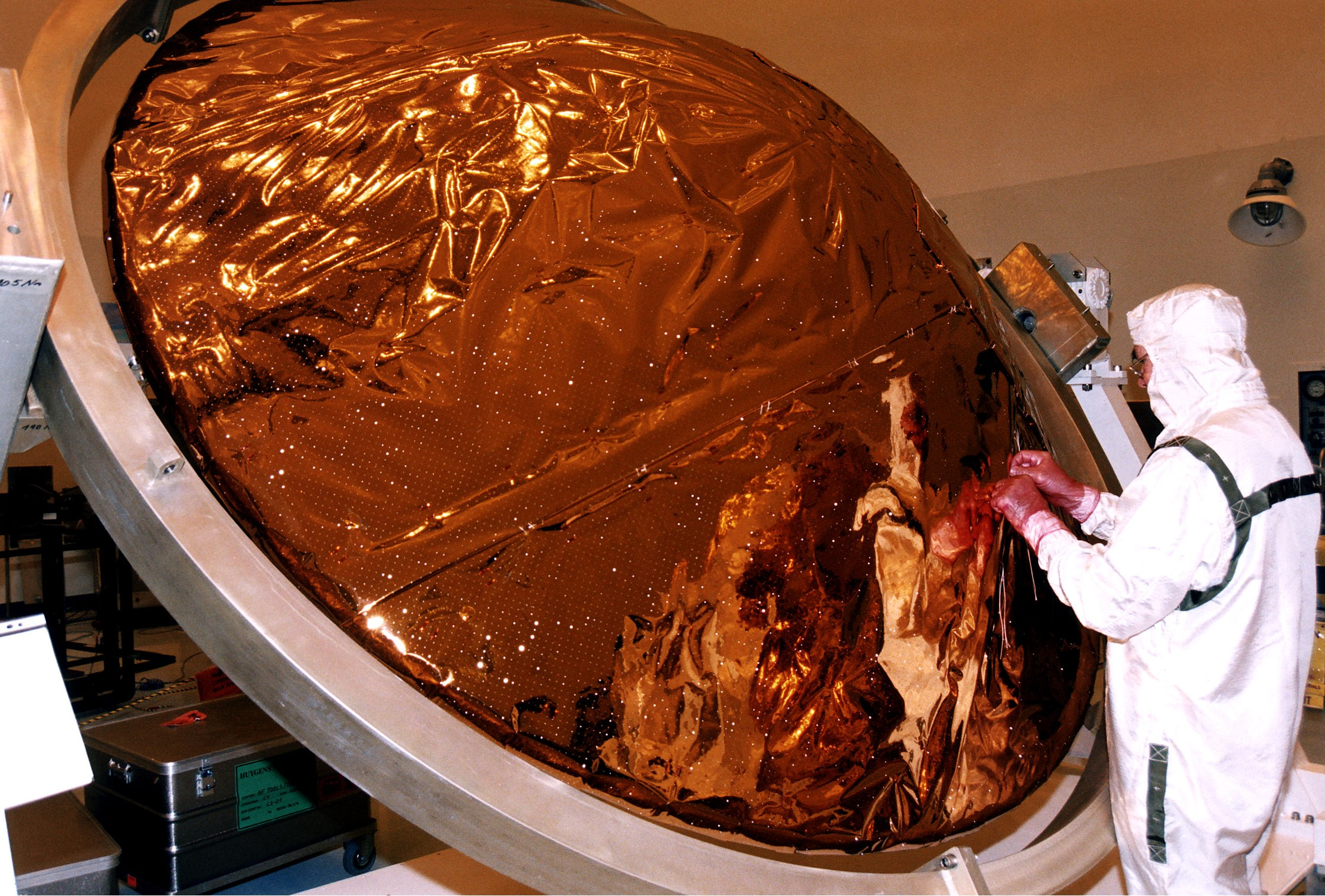
MLI سپر حرارتی کاوشگر هویگنس را می‌پوشاند.

برای کاهش بیشتر تلفات حرارتی می‌توان لایه‌های بیشتری را به عایق اضافه کرد. کارایی این لایه‌ها را می‌توان با بازتاب زیاد سطوح بیرونی نسبت به تشعشعات حرارتی بهبود بخشید که جذب و تابش گرما را کاهش می‌دهد. عملکرد یک مجموعه لایه در عایق MLI را می‌توان بر حسب ضریب انتقال حرارت آن U توصیف کرد، که نرخ جریان گرمای تابشی Q را بین دو سطح موازی با مساحت A و با اختلاف دما {\displaystyle \Delta T}تعیین می‌کند.
{\displaystyle Q=UA\Delta T.}
از نظر تئوری، ضریب انتقال حرارت بین دو لایه با ثابت گسیلندگی {\displaystyle \epsilon _{1}} و {\displaystyle \epsilon _{2}} تحت شرایط خلاء، به صورت زیر است
{\displaystyle U=A\sigma T^{4}{\frac {1}{1/\epsilon _{1}+1/\epsilon _{2}-1}},}
که در آن T میانگین دما (بر حسب کلوین) دو لایه و {\displaystyle 5.7\times 10^{-8}=\sigma } Wm−2K−4 ثابت استفان-بولتزمن است. اگر هر لایه در هر دو طرف دارای ثابت گسیلندگی یکسان{\displaystyle \epsilon } باشد، به تعداد N لایه بین دو سطح با ثابت گسیلندگی بالا قرار می‌گیرد، رابطه ضریب انتقال حرارت کلی بدین صورت اصلاح می‌شود.
{\displaystyle U=A\sigma T^{4}{\frac {1}{N(2/\epsilon -1)+1}}.}
طبق روابط فوق واضح است که افزایش تعداد لایه‌ها، ضریب انتقال حرارت را کاهش می‌دهد که معادل این است که عایق بهتر عمل کرده‌است. در این معادله فرض شده‌است که اختلاف دما نسبت به دمای مطلق کوچک است. در فضا، جایی که دمای ظاهری بیرون می‌تواند ۳ کلوین باشد (تابش پس زمینه کیهانی)، مقدار دقیق U متفاوت است.

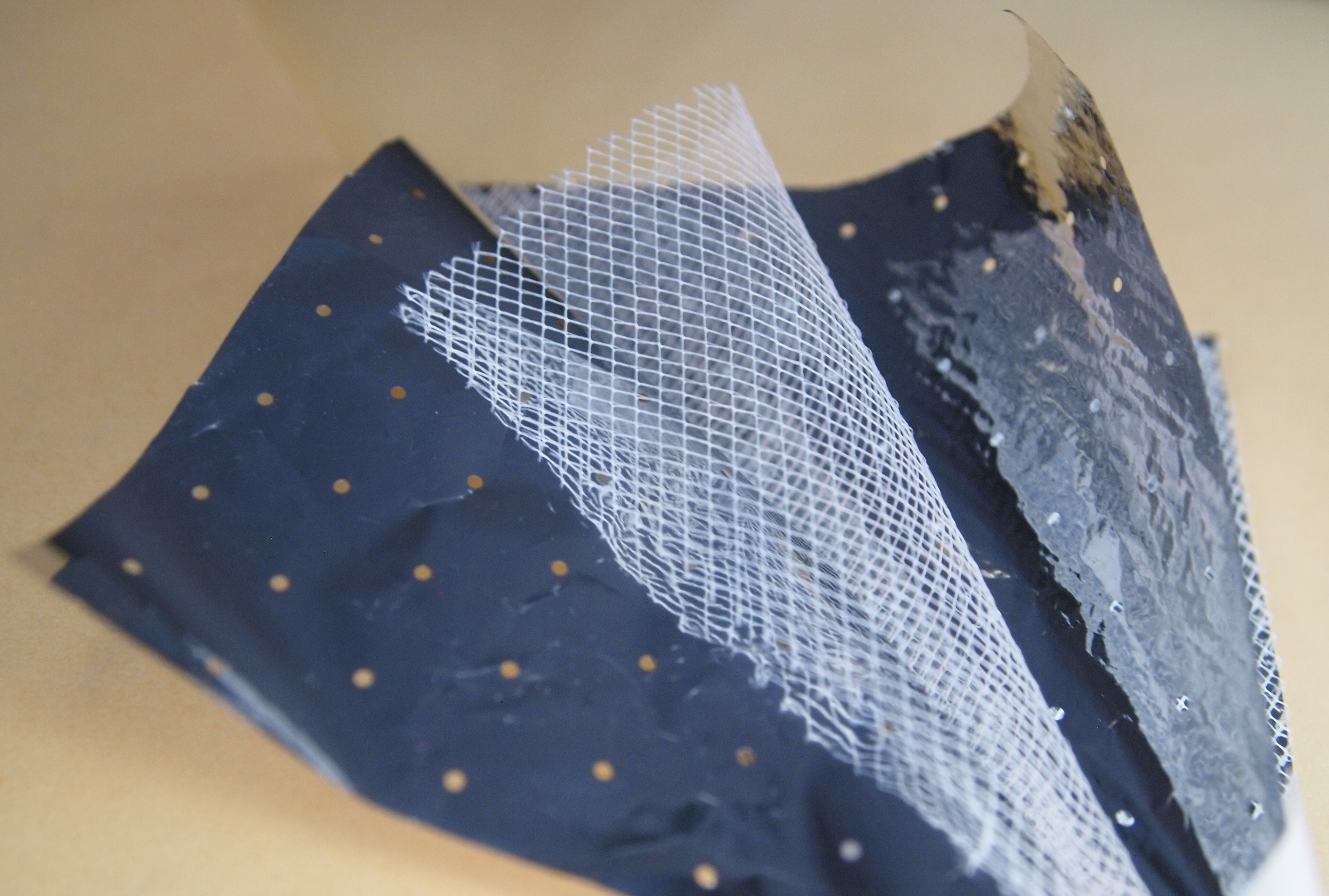
آلومینیوم در دو طرف این ورق‌های MLI با لایه بیرونی ضخیم‌تر (سمت چپ)، جداکننده توری سفید (وسط) و لایه داخلی نازک‌تر (راست) پوشیده شده‌است که برای ایجاد جدایی بیشتر بین لایه‌ها چروک شده‌است. ورق‌ها سوراخ شده‌اند تا اجازه عبور هوا در هنگام پرتاب را بدهد.

لایه‌های MLI تا زمانی که در تماس حرارتی نباشند می‌توانند به یکدیگر نزدیک شوند. فضای جداسازی که به وسیله توری سفید از جنس پارچه ایجاد شده‌است، باید بسیار کوچک باشد. برای کاهش وزن و ضخامت عایق، لایه‌های داخلی بسیار نازک ساخته می‌شوند، اما باید در برابر تشعشعات حرارتی مات باشند. از آنجایی که به استحکام ساختاری زیادی نیاز ندارند، این لایه‌های داخلی معمولاً از پلاستیک بسیار نازک، با ضخامت، حدود ۶ میکرومتر (۱/۴ میلی‌متر)؛ مانند کاپتون، که در یک یا هر دو طرف با یک لایه نازک از فلز، معمولاً نقره یا آلومینیوم به منظور بازتاب حداکثری تشعشعات پوشیده شده‌است، ساخته می‌شوند. لایه‌ها باید تا حد امکان بدون تماس نزدیک به یکدیگر قرار بگیرند، زیرا بایستی رسانایی حرارتی بسیار کمی بین لایه‌ها وجود داشته باشد. یک عایق معمولی حداقل دارای ۴۰ لایه است. لایه‌ها ممکن است برجسته یا چروک شده باشند، بنابراین آنها فقط در چند نقطه با لایه‌های دیگر تماس پیدا می‌کنند، که توسط یک توری پارچه‌ای نازک از هم جدا می‌شوند، که در تصویر بالا قابل مشاهده است. لایه‌های بیرونی به دلیل تماس با محیط بیرون بیشتر در معرض فرسایش قرار دارند پس باید مستحکم‌تر باشند و اغلب پلاستیک ضخیم‌تر و مستحکم‌تر هستند و با موادی مانند فایبرگلاس تقویت می‌شوند.
در کاربردهای ماهواره‌ای، MLI در زمان پرتاب پر از هوا خواهد بود. همان‌طور که موشک به سمت بالا می‌رود، این هوا باید بدون آسیب رساندن به عایق بتواند از آن خارج شود. لایه نیازمند سوراخ‌هایی است که این مشکل را برطرف کند، حتی اگر این کار اثر عایق بودن آن را کاهش بدهد.
در صنایع برودتی، MLI موثرترین نوع عایق است. بنابراین، معمولاً در مخازن گاز مایع (مثلاً LNG، LN 2، LH 2، LO 2)، انجمادها، خطوط لوله برودتی و دستگاه‌های ابررسانا مورد استفاده قرار می‌گیرد. علاوه بر این به دلیل اندازه و جرم مناسب آن ارزش دارد. عایق متشکل از ۴۰ لایه از MLI و ضخامت در حدود ۲۰ میلی‌متر و جرمی حدود ۱٬۲ کیلوگرم در واحد سطح است.
روش‌های تولید این نوع عایق بین تولیدکنندگان متفاوت است و برخی از عایق‌های MLI عمدتاً با استفاده از فناوری خیاطی ساخته می‌شوند. لایه‌های برش خورده، روی هم چیده می‌شوند و در لبه‌ها به هم دوخته می‌شوند.
سایر روش‌های جدیدتر شامل استفاده از طراحی به کمک رایانه و فناوری ساخت به کمک رایانه برای جوش دادن یک طرح کلی دقیق از شکل عایق نهایی با استفاده از جوش اولتراسونیک بر روی مجموعه نهایی لایه‌ها است.
درزها و شکاف‌های موجود در عایق عامل نشت گرما هستند. روش جدیدی برای استفاده از پین‌های برچسب پلی اتر اترکتون (PEEK) (مشابه قلاب‌های پلاستیکی که برای چسباندن برچسب قیمت به لباس‌ها استفاده می‌شود) برای ثابت کردن لایه‌های عایق به جای دوخت برای بهبود عملکرد حرارتی در حال توسعه است.

## کاربردهای دیگر
فضاپیماها همچنین ممکن است از MLI به عنوان اولین خط دفاعی در برابر برخورد غبار استفاده کنند و بدین منظور یک یا چند لایه ممکن است با یک ماده مکانیکی مستحکم تر، مانند پارچه بتا جایگزین شود.
در بیشتر کاربردها، لایه‌های عایق باید به زمین متصل شوند، بنابراین نمی‌توانند بار و قوس ایجاد کنند و باعث تداخل رادیویی می‌شوند. از آنجایی که ساخت و ساز معمولی منجر به عایق الکتریکی و همچنین عایق حرارتی می‌شود، این کاربردها ممکن است شامل اسپیسرهای آلومینیومی باشد که جایگزین پارچه در محل دوخت عایق‌ها نسبت به هم است.
استفاده از مواد مشابه برای کاربردهای دیگر، عایق‌های تک لایه و عایق‌های دو لایه (به ترتیب SLI و DLI) نیز در فضاپیماها رایج است.

## همچنین ببینید
- ماشین مخزن هیدروژن مایع که در آن نوعی عایق چند لایه به کار رفته‌است
- زیر سیستم کنترل حرارتی